# Câmpeni
Câmpeni (en allemand Topesdorf, en hongrois Topánfalva) est une ville du județ d'Alba, en Transylvanie, Roumanie. En juillet 2002, la ville comptait 8 080 habitants.

## Histoire
La ville est la capitale de la région du Pays des Moți.
On pense que la révolution transylvaine de 1784 a débuté à Câmpeni. Horea était né à côté de Câmpeni dans le village appelé Arada (aujourd'hui Horea).
Pendant la révolution transylvaine de 1848, Câmpeni était le bastion d'Avram Iancu, un chef révolutionnaire du mouvement national roumain naissant. Il y a un musée Avram Iancu en ville.

## Économie
La ville est un centre régional d'exploitation du bois et de fabrication de meubles. Bien que la ville soit située au centre d'une région minière, cette industrie ne fait partie de son héritage industriel. Câmpeni grandit en popularité comme centre touristique.

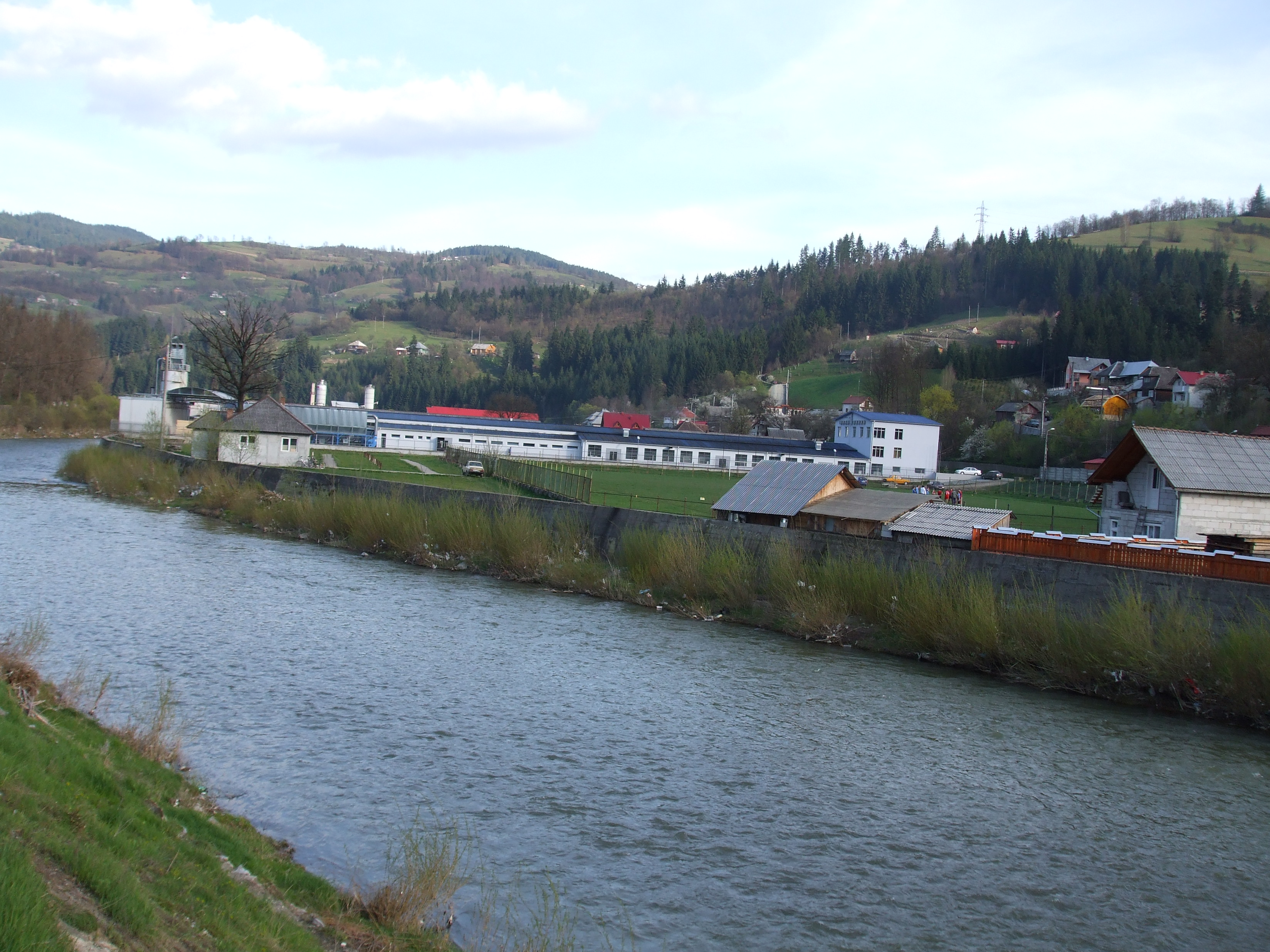
Vue de la ville depuis l'autre rive

## Démographie
Lors du recensement de 2011, 91,88 % de la population se déclarent roumains et 2,81 % roms (5,24 % ne déclarent pas d'appartenance ethnique et 0,05 % déclarent appartenir à une autre ethnie).

## Politique
| Parti | Parti                                            | Sièges |
| ----- | ------------------------------------------------ | ------ |
|       | Parti national libéral (PNL)                     | 6      |
|       | Parti social-démocrate (PSD)                     | 6      |
|       | Union démocrate magyare de Roumanie (UDMR)       | 1      |
|       | Alliance des libéraux et démocrates (ALDE)       | 1      |
|       | Parti national paysan chrétien-démocrate (PNȚCD) | 1      |